# Beleg van Kanbara
Het Beleg van Kanbara vond plaats in 1569 en was een van de vele campagnes van de Takeda-clan tegen de Hojo-clan tijdens de Japanse Sengoku-periode. Takeda Katsuyori, de zoon van het hoofd van de clan Takeda Shingen, leidde het beleg van kasteel Kanbara in de provincie Suruga, dat werd verdedigd door een garnizoen van zo'n 1000 man onder bevel van Hojo Tsunashige, een neef van Hojo Soun.
Het kasteel viel op 6 december 1569.